# Mkjalrypš
Mkjalrypš nebo Mikelrypš (abchazsky Мқьалрыԥшь, rusky Микелрипш nebo Мкялрыпш gruzínsky მიქელრიფში – Mikelripši) je vesnice v Abcházii v okrese Gagra. Leží v kopci pár kilometrů severně od pobřeží Černého moře při levém břehu řeky Psou, jež tvoří hranici Abcházie s Ruskem. Obec sousedí na západě s ruskou vesnicí Jermolovka a na jihu s Gjačrypšem. Severně a východně od obce se nachází těžko prostupný, zalesněný horský terén.

## Vesnický okrsek Mkjalrypš
Mkjalrypš je vesnické správní centrum s oficiálním názvem Vesnický okrsek Mkjalrypš(rusky Сельская администрация Мкялрыпш, abchazsky Мқьалрыԥшь ақыҭа ахадара). Za časů Sovětského svazu se okrsek jmenoval Mikelrypšský selsovět (Микелрипшский сельсовет). Součástí vesnického okrsku Mkjalrypš jsou následující části:
- Mkjalrypš (Мқьалрыԥшь)

Vesnický okrsek Mkjalrypš

- Bagrypš (Баӷрыԥшь) – dříve arménsky Gošendak-Derekej, od 1948 do 1992 gruzínsky Cabliani (წაბლიანი)
- Benčachu (Бенчахәы) – od 1948 do 1992 gruzínsky Čančkeri (ჩანჩქერი)
- Chyšharypš (Хышәҳарыԥшь) – od 19. století rusky Chuškaripš (Хушкарипш), od 1948 do 1955 gruzínsky Psouschevi (ფსოუსხევი), od 1955 do 1992 gruzínsky a arménsky Demerčenci (დემერჩენცი, Դեմերչենց)
- Lakyrcha (Лакырха) – od 19. století rusky Kazarma (Казарма), od 1948 do 1992 gruzínsky Salchino (სალხინო)
- Pchysta (Ԥхыста) – od 19. století rusky Troickoje (Троицкое), od 1948 do 1992 gruzínsky Codniskari (ცოდნისკარი)

## Dějiny
Dle písemných pramenů zde existovala abchazská obec Chuškarypš (rusky Хушкарипш). V 70. letech 19. století však celá oblast byla opuštěna mahadžiry (uprchlíky) následkem Kavkazské války a obec zpustla.
V roce 1893 byla tato obec byla osídlena v drtivé většině arménským obyvatelstvem, které se sem přestěhovalo z Osmanské říše, a nazvali ji Mikelrypš (arménsky Միքելրիփշ). V sovětské éře byly okolní vesničky, tvořící s Mikelrypšem jediný selsovět, přejmenovány dle gruzínských názvů, a v průběhu války v Abcházii v roce 1992 byl název Mikelrypš poabchážštěn na Mkjalrypš. Podobně byly přejmenovány i ostatní sídla selsovětu. Gruzínské úřady, jež považují nadále Abcházii za své území, však nadále používají název Mikelrypš.

## Obyvatelstvo
Dle nejnovějšího sčítání lidu z roku 2011 je počet obyvatel vesnického okrsku 326 a jejich složení následovné:
- 308 Arménů (94,5 %)
- 7 Rusů (2,1 %)
- 5 Gruzínců (1,5 %)
- 6 příslušníků ostatních národností (1,9 %)

V roce 1989, před válkou v Abcházii žilo v Mikelrypši 190 obyvatel a v celém Mikelrypšském selsovětu 834 obyvatel.
V roce 1959 žilo v tomto selsovětu 1348 obyvatel.